# Hippolyte Daeye
Hippolyte Adhemar Daeye (auch D'Haeye) (* 16. März 1873 in Gent, Belgien; † 18. September 1952 in Antwerpen, Belgien) war ein belgischer Maler, vor allem von menschlichen Figuren. Zunächst Maler des Impressionismus wird er später dem Expressionismus zugerechnet.

## Leben

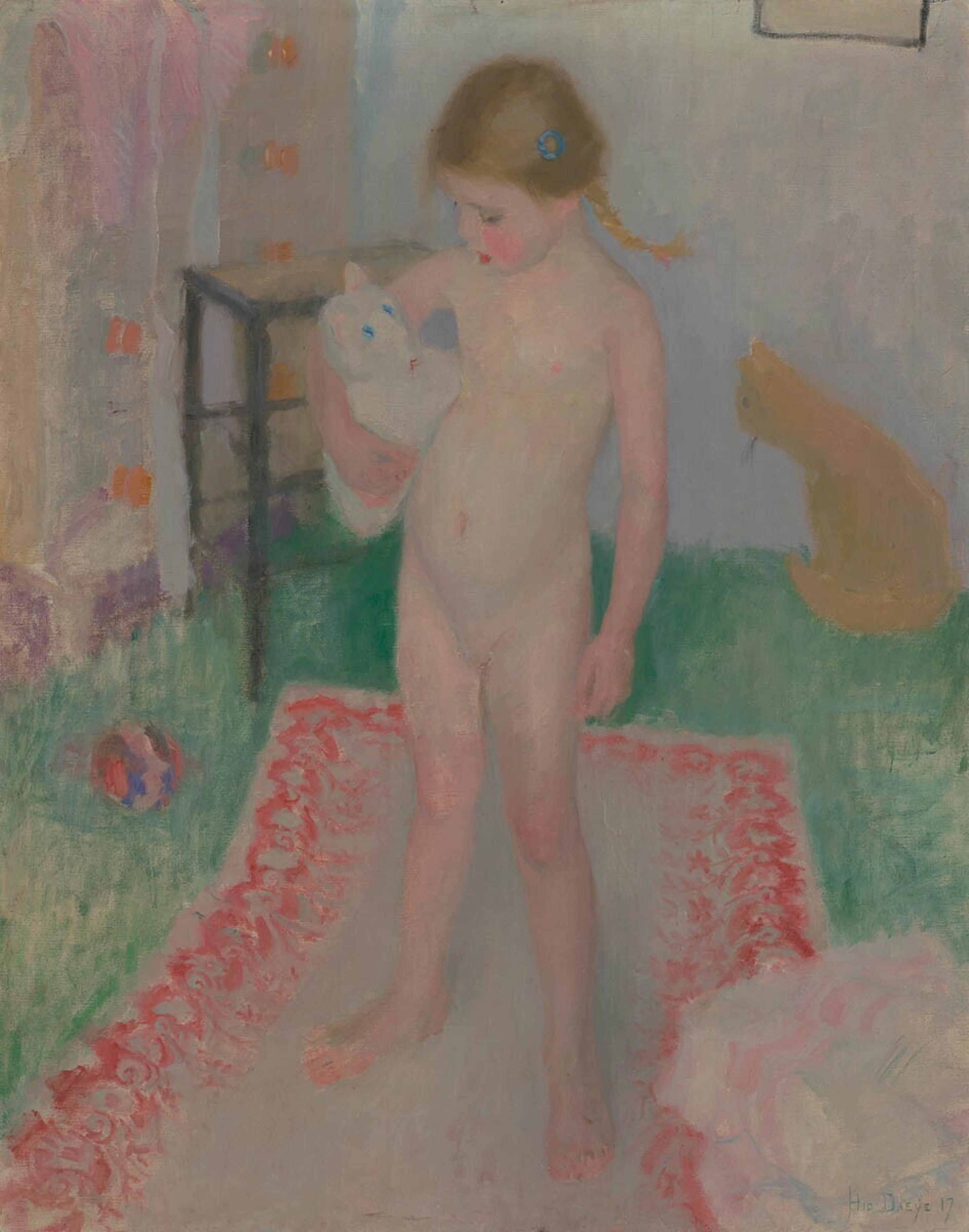
Die Tochter des Künstlers (1917)

Hippolyte Daeye studierte von 1896 bis 1899 Malerei an der Akademie der Schönen Künste in Gent und von 1899 bis 1902 im Institut von Antwerpen. 1903 reiste er für acht Monate nach Spanien. 1912 reiste er erneut nach Spanien zum Museo del Prado in Madrid. Angetan von den Werken Diego Velázquez’, wandte er sich der Malerei von Kindern zu. Von 1914 bis 1920 floh er wegen des Ersten Weltkriegs nach Croydon in Großbritannien. Dort lernte er die Werke von Picasso, Modigliani, Derain und Matisse kennen, die seinen Malstil maßgeblich beeinflussten. Daeye engagierte sich im belgischen Künstlerleben und wurde 1942 Mitglied der Königlichen Flämischen Akademie.
Hippolyte Daeye starb im Alter von 79 Jahren. Er fand seine letzte Ruhestätte auf dem Begraafplaats Campo Santo in der Genter Gemeinde Sint-Amandsberg.